# Palacio de la Diputación de Palencia
El palacio de la Diputación de Palencia es un importante edificio modernista con elementos neoclásicos y neorrenacentistas y con influencias neobarrocas, arquetipo de las construcciones modernistas de la Palencia de inicios del siglo XX. Fue diseñado por el arquitecto palentino Jerónimo Arroyo, siendo quizá su obra maestra. Fue inaugurado el 19 de octubre de 1914.
El edificio alberga la Diputación Provincial de Palencia, que gestiona el Gobierno y la administración autónoma de la provincia.

## Descripción del edificio
Presenta aspectos parecidos al Palacio de Monterrey de Salamanca. Está construido en piedra de Hontoria, ladrillo, hierro y cristal. El presupuesto de este palacio fue de 230 000 pts.

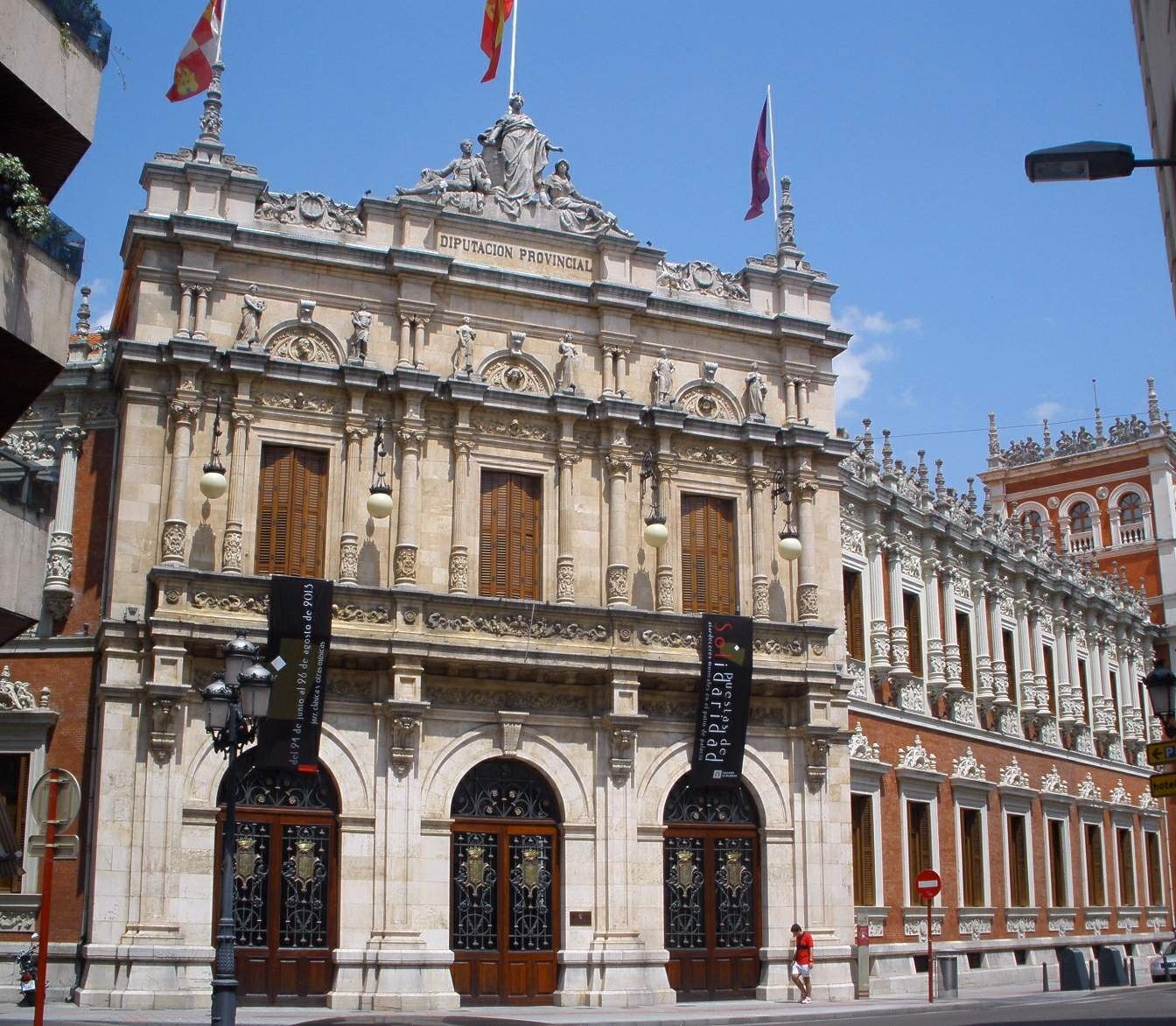
Vista diurna de la fachada principal.

De la estructura es de destacar la parte central de la fachada principal, en piedra ricamente decorada. Está dividida en dos secciones horizontales y tres verticales; en la parte inferior (más pequeña) se abren tres grandes portones rematados por sendos arcos de medio punto rematados con tres ménsulas y separados entre sí por columnas prismáticas también decoradas con ménsulas. La parte superior posee un balcón de fina decoración del que cuelgan tres tapices con los escudos de Palencia y su Diputación, tres ventanales situados en la vertical de los portones dan acceso al balcón, estas ventanas están decoradas con columnas corintias, y coronadas por arcos de medio punto, guirnaldas y estatuas de diversas alegorías. 
Por último en la cornisa destaca un elegante grupo escultórico central que representa a dos palentinos arropados por la alegoría a Palencia que los protege y sostiene un escudo de la provincia. Destacan también los dos pináculos que se hallan en los extremos de la pared. De esta pared de piedra salen dos pasillos de ladrillo decorados con piedra artificial en los alféizares y jambas de los ventanales y en los bordes de la cornisa (que también dispone de pináculos), estos pasillos finalizan en dos torres de unos 15 metros de altura decoradas como los pasillos y rematadas en su parte alta por esbeltos pináculos. Estas torres se unen mediante dos pasillos que confluyen en una tercera torre creando así en el interior un amplio patio. Las ventanas que dan a este patio ocupan prácticamente la totalidad del muro permitiendo una gran iluminación en el interior y dotando al patio de gran barroquismo.

En el interior cabe destacar el vestíbulo, de aspecto italiano: con frescos y relieves; una fina escalera asciende al primer piso; este tiene obras de grandes artistas palentinos como Casado del Alisal, Díaz Caneja, Eugenio Oliva o Asterio Mañanós. 

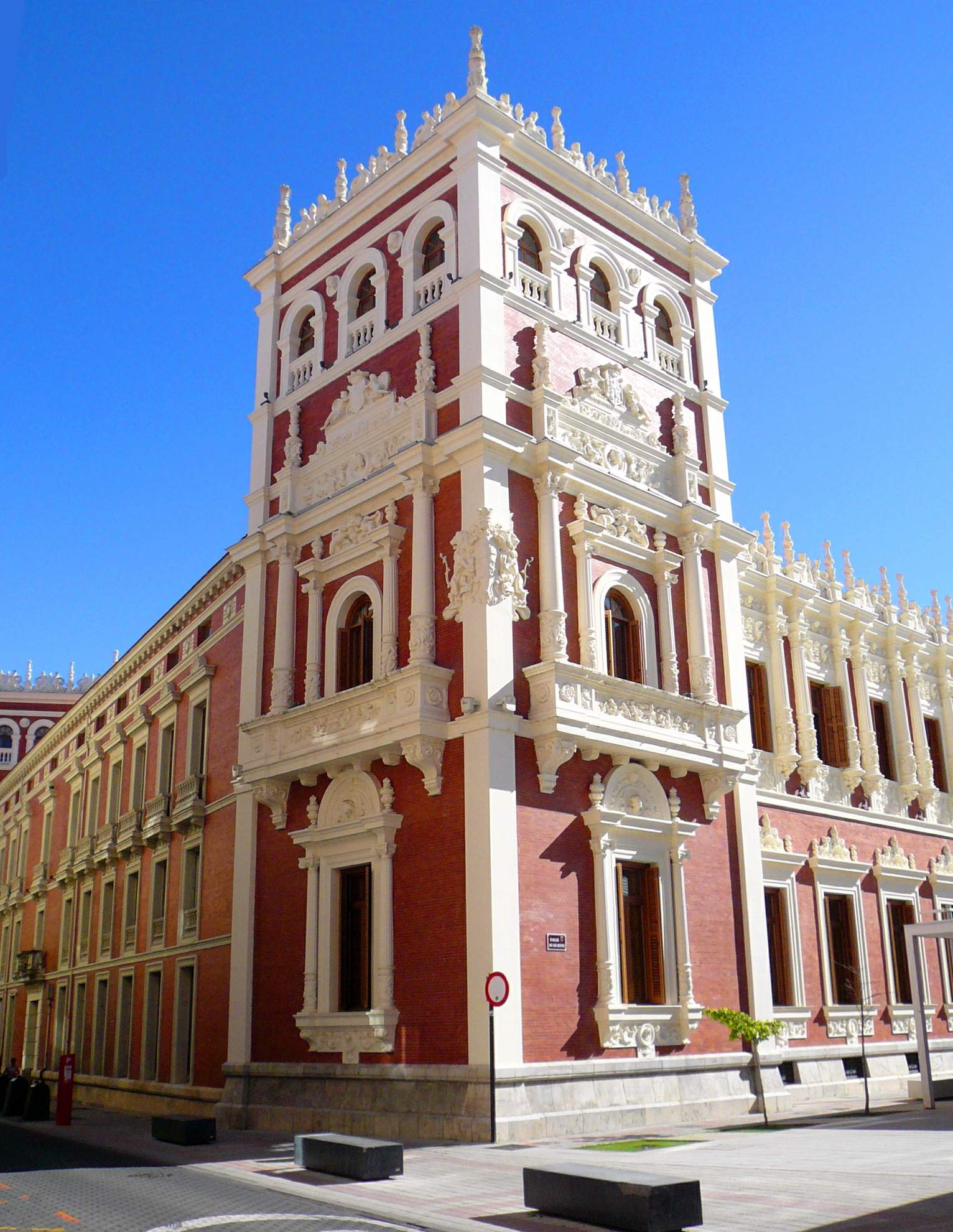
Torre lateral de la Diputación Provincial.

En Navidad el hall queda radiante al instalarse un belén bíblico muy detallado que narra los primeros años en la vida de Jesús. En la escalera se colocan dos árboles en la pronta baja y un gran abeto en el centro del descansillo.
En el año 2005 este palacio sufrió dos importantes cambios:

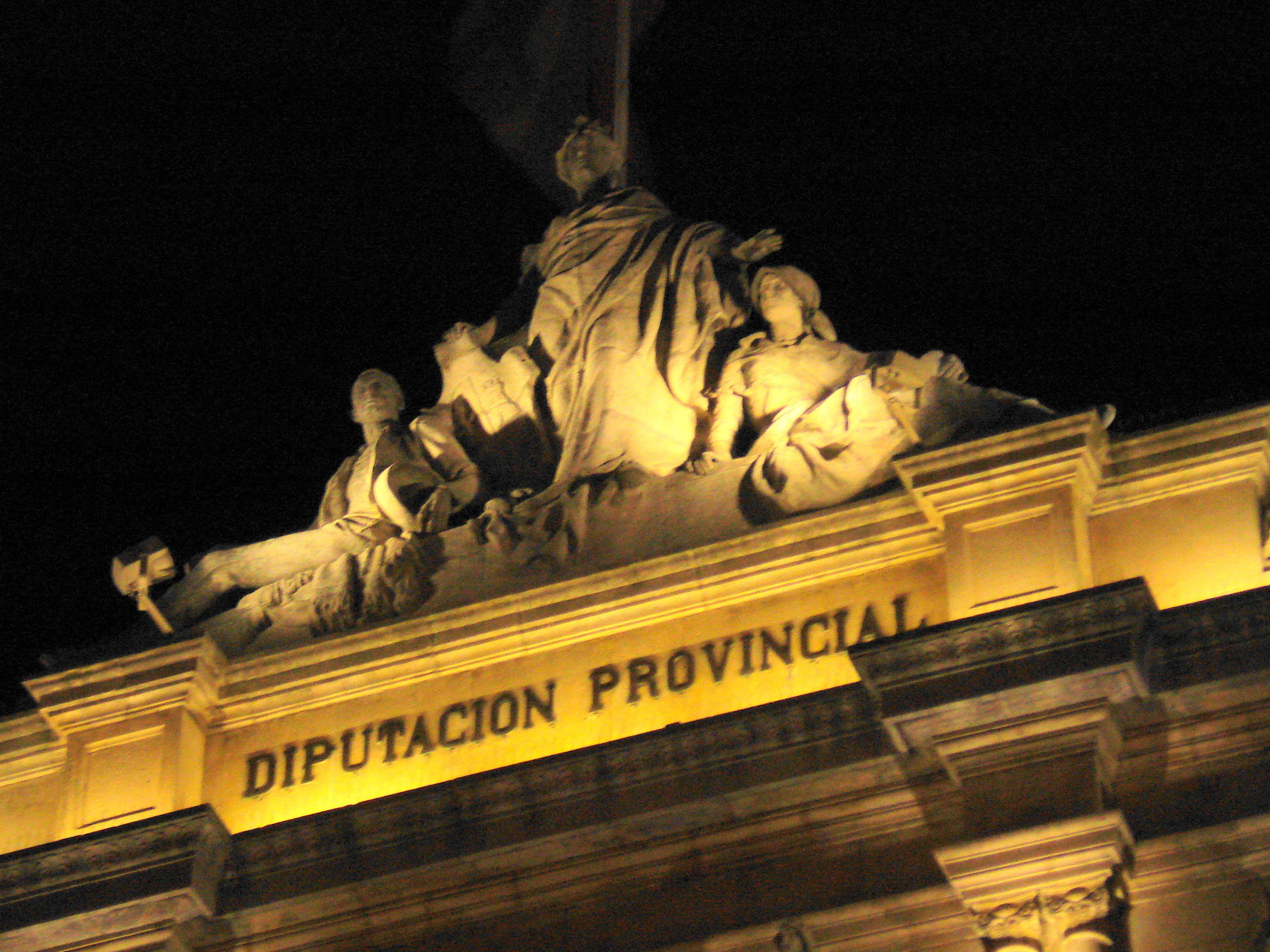
Alegoría a Palencia y a los palentinos enclavada en el centro de la fachada principal.

- Las banderas antiguas, estaban dispuestas en el balcón, fueron reubicadas: se colocó una gran bandera central de España tras el grupo escultórico mencionado con anterioridad y una de Palencia y otra de Castilla y León en los extremos de la cornisa del frontón.
- Con la intención de resaltar las calidades del edificio, se instaló una compleja y espectacular iluminación tricolor (azul, blanca y amarilla), que afectaría a la fachada principal y la parte más visible de los pasillos y torres.

Año 2007:
- En mayo del 2007 se completa la segunda parte del proceso de iluminación que abarca todas las fachadas y es similar a la primera parte.

## Situación
El Palacio de la Diputación está situado en la confluencia de las calles Don Sancho, Burgos, Joaquín Costa y Berruguete y muy cercano al centro popular de la ciudad: "Los Cuatro Cantones". Y así en pleno corazón de Palencia este edificio junto con la Iglesia de la Compañía, el Mercado de Abastos, el teatro Principal, el monasterio de las Claras y la iglesia de San Lázaro crea uno de los puntos más bellos y emblemáticos de la ciudad.

## Incendio
Este palacio sufrió un incendio en el cual falleció Gaspar Arroyo (el 24 de diciembre de 1966) que era el jefe de bomberos, además de ser, casualmente, el hijo del arquitecto Jerónimo Arroyo. Su nombre fue resaltado cuando el día 1 de mayo del 2007 explotó un bloque de pisos en la calle que lleva su nombre de la capital palentina, donde murieron nueve personas.